# Balduíno III de Hainaut
Balduíno III de Hainaut (1088 - Terra Santa, 17 de dezembro de 1120) foi conde de Hainaut de 1098  a 1120.

## Biografia
Balduíno III sucedeu ao seu pai no governo do condado de Hainaut, em 1102. 
O Casamento de Balduíno com Iolanda de Wassemberg aconteceu quando este ainda era muito jovem. Ele no entanto tinha um casamento contratado Adelaide de Maurienne, uma sobrinha da Clemence da Flandres, condessa de Flandres. O noivado no entanto foi quebrado o que causou um escândalo, e fez com que condessa Clemence levasse o assunto ao então seu irmão, o Papa Calisto II. Perante a situação o papa declara este casamento como legal e diz que este não podia ser dissolvido. 
Balduíno, no entanto veio a morrer bastante jovem, com cerca de  33 anos, em 1120, e foi sepultado em Mons. 
O seu filho mais velho Balduíno IV de Hainaut. sucedeu-o no governo do condado de Hainaut, e o seu filho mais novo, Gerardo da Flandres herdou os condados de Dodewaard e Dale, que estavam em posse de sua mãe. 
A Condessa Iolanda de Wassemberg, teve de tomar o comando do condado de Hainaut por direitos de dote por algum tempo, e também como regente de seu filho ainda jovem demais para governar.

## Relações familiares
Foi filho de Balduíno II de Hainaut, conde de Hainaut (1056 - Palestina, 9 de Junho de 1098) e de Ida de Lovaina (1060 - 1107), filha de Henrique II de Lovaina (1020 - 1078) e de Adela de Betuwe. Casou com Iolanda de Vassemberga (1075 -?), filha de Gerardo I de Vassemberga (? - 8 de março de 1129) e de Clemência da Aquitânia, de quem teve:
1. Balduíno IV de Hainaut, conde de Hainaut (1109 - 8 de Novembro de 1171) casou com  Adelaide de Namur.
2. Gerardo da Flandres casou com Heduvige de Dale.
3. Gertrudes de Hainaut casou com Rogerio de Toëny, Senhor de Conches.
4. Richildis de Hainaut casou por duas vezes, a primeira com Thierry de Avesnes e a segunda com Everard Radulf, Senhor de Doornick e de Mortagne.
5. Iolanda Hainaut casada com Gérard de Créquy.